# Кумач
Кума́ч (от араб. kumāš‎) — хлопчатобумажная ткань полотняного переплетения, окрашенная в ярко-красный, реже в синий цвет. В XVIII — первой половине XIX века кумач изготавливался татарами Казанской губернии, со второй половины XIX века производство кумача освоили и на фабриках других губерний Российской империи. Со второй половины XVIII века «кумачовый» или «кумачный» воспринимался как красный цвет.
Кумач шёл на пошив однотонных сарафанов с орнаментальной вышивкой («кумачников») и отделку мужских рубах (для контрастных по цвету ластовиц, поликов, аппликации). В Советском Союзе из кумача делали флаги, знамёна и транспаранты, поэтому впоследствии слово «кумач» ассоциировалось с красным флагом.